# 完全解放
《完全解放》（英語："I Wanna Go"），是美國流行女歌手布蘭妮·斯皮爾斯的一首歌曲，收录于她的第7张录音室专辑《蛇蠍美人》中。马克斯·马丁和歇爾貝克参与了创作和制作，此外，沙凡·科提查也创作了该歌曲。2011年2月，在专辑发行一个月之前，斯皮爾斯通过推特发布了歌曲的片段。經過斯皮爾斯官方網站上投票后，歌曲於2011年6月13日作為《蛇蝎美人》的第3支主打單曲發行。
《完全解放》是一首高能量舞曲，歌曲的哨声部分被用来和巴布·辛克勒、法兰基·纳克鲁斯的音乐进行对比。歌曲的歌词谈论了有关“释放压力，完全解放”。歌曲获得了乐评褒贬不一的评价。部分乐评称赞了歌曲给人深刻印象，并认为歌曲的钩部是歌曲的亮点。然而，部分乐评批评了歌曲中斯皮爾斯过度修饰的人声。歌曲发行后制作了许多混音版本，包括索努·尼甘姆献声的宝莱坞混音版和DJ弗兰克·E和亚历克斯·德利姆制作的另一版本。
在《蛇蝎美人》发行之后，《完全解放》因其较高的数字销量在美国《告示牌》百强单曲榜和加拿大百强单曲榜取得了一定的商业成绩，并在韩国国际榜取得了冠军。在歌曲作为单曲发行之后，歌曲在加拿大、法国、芬兰和美国等主要音乐市场进入了排行前10。在美国，歌曲使《蛇蝎美人》成为斯皮爾斯第一张拥有三支前十歌曲的专辑。然而，在澳大利亚和新西兰，歌曲成为了斯皮爾斯榜单排行最差的歌曲。在英国，《完全解放》甚至成为了斯皮爾斯第一支未进入前100名的歌曲。
歌曲的音乐录像带由克里斯·马尔斯·皮列罗导演，于2011年6月22日首播。音乐录像带中，斯皮爾斯做白日梦，梦见自己被狗仔賽博格追，并最终被演员古列雷莫·迪亚兹救下。皮列罗称影片是“对斯皮爾斯生活和事业一部可笑的夸张的传闻写照。”音乐录像带参考了《抢救肯尼小子》、《布蘭妮要怎樣》、《终结者2：审判日》和《迈克尔·杰克逊的颤栗》的剧情。音乐录像带因其娱乐精神收获了评论的好评。
斯皮爾斯于蛇蠍美人巡迴演唱會和布兰妮：破碎的我现场表演了歌曲。

## 曲目列表
| - 法国CD单曲 1. "I Wanna Go" (Main Version) — 3:30 2. "I Wanna Go" (DJ Frank E & Alex Dreamz Radio Remix) — 3:18 - 德国CD单曲 1. "I Wanna Go" (Main Version) — 3:30 2. "I Wanna Go" (Gareth Emery Remix) — 5:26 - 数字下载 1. "I Wanna Go" — 3:30 - 数字下载 （Desi Hits! Remix） 1. "I Wanna Go" (Desi Hits! Remix) — 4:37 - 数字下载 （EP） 1. "I Wanna Go" — 3:30 2. "I Wanna Go" (Gareth Emery Remix) — 5:25 3. "I Wanna Go" (Moguai Remix) — 7:11 4. "I Wanna Go" (Video) — 4:33 | - 数字下载 （英国混音版） 1. "I Wanna Go" (Gareth Emery Remix) — 5:25 2. "I Wanna Go" (Vada Remix) — 7:39 3. "I Wanna Go" (Moguai Remix) — 7:11 4. "I Wanna Go" (Pete Phantom Remix) — 3:18 - 数字下载 （混音版） 1. "I Wanna Go" — 3:30 2. "I Wanna Go" (Captain Cuts Club Mix) — 4:43 3. "I Wanna Go" (Alex Dreamz Radio Edit) — 4:07 4. "I Wanna Go" (OLIVER Extended Remix) — 4:57 5. "I Wanna Go" (Deluka BS Radio Remix) — 3:15 6. "I Wanna Go" (Wallpaper Extended Remix) — 4:03 7. "I Wanna Go" (Smash Mode Radio Remix) — 3:49 8. "I Wanna Go" (Disco Fries Radio Remix) — 3:34 9. "I Wanna Go" (Jump Smokers Radio Remix) — 4:51 10. "I Wanna Go" (Desi Hits! Remix) — 4:36 |

## 榜单
| 榜单 （2011年）                      | 最高 排位 |
| ------------------------------------ | --------- |
| 澳大利亚（澳大利亚唱片业协会單曲榜） | 31        |
| 奥地利（Ö3四十强单曲榜）             | 43        |
| 比利时佛兰德（Ultratop五十强单曲榜） | 15        |
| 比利时瓦隆（Ultratop五十强单曲榜）   | 5         |
| 加拿大（Canadian Hot 100）           | 5         |
| 捷克（電台百強單曲榜）               | 19        |
| 丹麥（Hitlisten单曲榜）              | 20        |
| 芬兰（芬蘭官方單曲榜）               | 10        |
| 法国（法國唱片出版業公會單曲榜）     | 5         |
| 匈牙利（四十强电台榜）               | 13        |
| 匈牙利（四十強單曲榜）               | 3         |
| 愛爾蘭（愛爾蘭唱片音樂協會单曲榜）   | 41        |
| 以色列（媒体森林电台榜）             | 1         |
| 日本（Japan Hot 100）                | 71        |
| 黎巴嫩（黎巴嫩官方二十强音乐榜）     | 5         |
| 墨西哥（墨西哥电台榜）               | 26        |
| 新西兰（新西兰唱片音乐协会单曲榜）   | 22        |
| 挪威（世道單曲榜）                   | 18        |
| 波蘭（波蘭百大電台榜）               | 5         |
| 斯洛伐克（電台百強單曲榜）           | 1         |
| 韩国（加翁国际榜单）                 | 1         |
| 西班牙（西班牙音樂製作協會）         | 41        |
| 西班牙（西班牙电台榜）               | 8         |
| 瑞士（瑞士热门音乐榜）               | 27        |
| 瑞典（瑞典最熱榜）                   | 30        |
| 英国（官方榜单公司单曲榜）           | 111       |
| 美国（《告示牌》百大單曲榜）         | 7         |
| 美國（《告示牌》Adult Pop Airplay）  | 22        |
| 美國（《告示牌》Dance Club Songs）   | 1         |
| 美國（《告示牌》Pop Airplay）        | 1         |
| 美國（《告示牌》Rhythmic Songs）     | 14        |

| 榜单（2011年）                         | 排位 |
| -------------------------------------- | ---- |
| 比利時法蘭德斯（Ultratop五十強單曲榜） | 62   |
| 加拿大（加拿大百強單曲榜）             | 33   |
| 法國（法國唱片出版業公會單曲榜）       | 32   |
| 匈牙利（四十強電台榜）                 | 99   |
| 黎巴嫩（黎巴嫩官方二十強音樂榜）       | 22   |
| 韓國（加翁國際榜單）                   | 15   |
| 美國（《告示牌》百強單曲榜）           | 46   |
| 美國（《告示牌》舞曲夜店歌曲榜）       | 39   |
| 美國（《告示牌》主流四十強單曲榜）     | 13   |
| 美国（《告示牌》百强电台歌曲榜）       | 37   |

## 销售认证
| 地區                                   | 认证    | 认证单位/销量 |
| -------------------------------------- | ------- | ------------- |
| 澳大利亚（澳大利亚唱片业协会）         | 金      | 35,000^       |
| 韩国                                   | —       | 536,491       |
| 瑞典（瑞典唱片業協會）                 | 白金    | 40,000‡       |
| 美国（美國唱片業協會）                 | 2× 白金 | 2,000,000‡    |
| ^僅含認證的出貨量 ‡僅含認證的+實際銷量 |         |               |